# Rafael Jerjen
Rafael Jerjen (* 1989 in Basel) ist ein Schweizer Jazzmusiker (Kontrabass, Komposition).

## Leben und Wirken
Jerjen migrierte 1995 im Alter von sechs Jahren mit seiner Familie nach Australien. Dort studierte er Jazzmusik an der Australian National University bei Eric Ajaye, bevor er ab 2013 an der Hochschule Luzern bei Heiri Känzig seinen Master of Arts in Jazz Performance absolvierte. Zudem studierte er Komposition bei Ed Partyka.
Mit seiner Band Rafael Jerjen Concept veröffentlichte Jerjen 2015 sein Debütalbum Soul Station Return bei Laika Records. Mit Lukas Gernet und Samuel Büttiker bildete er das Trio MaxMantisClan, das 2019 den Publikumspreis beim ZKB Jazzpreis erhielt. Zudem arbeitete er mit Mike Moreno, Bill Cunliffe, Joe LaBarbera, Bob McChesney, Andy Sheppard, Bob Sheppard, Jim Hart, Nelson Veras, VEIN, Nils Wogram, Gileno Santana, Michael Arbenz, Florian Arbenz, Matt McMahon, Simone Felber und Kristin Berardi. Weiterhin war er mit den Bands von Lukas Gernet, Christof Mahnig, Clemens Kuratle, Johanna Jellici/Jochen Baldes und David Tixier im Studio.
Seit 2022 ist Jerjen als Nachfolger Känzigs als Bass-Dozent an der Hochschule Luzern tätig.